# Церква святого Архістратига Михаїла (Залісся, ПЦУ)
Церква святого Архістратига Михаїла в Заліссі — православний парафіяльний храм (ПЦУ) у селі Залісся Чортківського району Тернопільської области.

## Історія
У 1893 році греко-католицька громада за парафіяльні кошти розпочала будівництво кам'яної церкви на місці старої дерев'яної, яке завершилося у 1895 році. Храм розписали у 1898-му, а розпис оновили у 1978 році. Деякі фрагменти дерев'яної церкви 1765 року збереглися в каплиці в Млинках та на дзвіниці.
У 1990 році храм відійшов православній громаді. У 1995 році відзначили 100-річчя церкви.
У 2001 році збудували двоярусну каплицю, де щороку на Водохреще освячують воду.

## Парохи
- о. Михайло Литвинович
- о. Микола Хом'як
- о. Тивоняк,
- о. Володимир Більяхевич,
- о. Максим Івахів (1983—1989)
- о. Степан Гордійчук
- о. Роман Шлапак
- о. Микола  Декайло
- о. Богдан Слонь (донині).